# Friedrich Wilhelm Georg Büxenstein

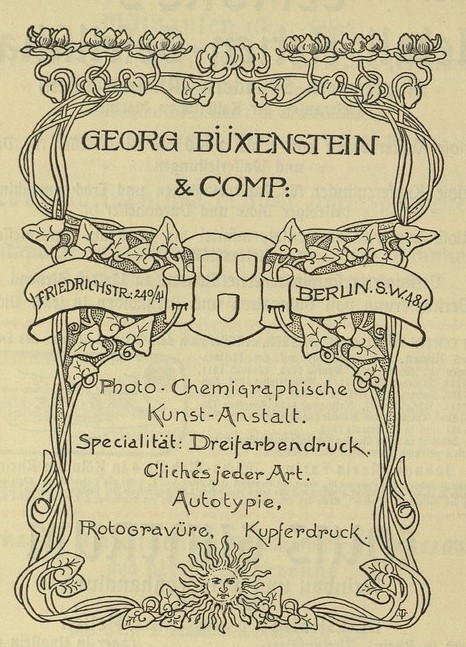
Weltausstellung Paris 1900

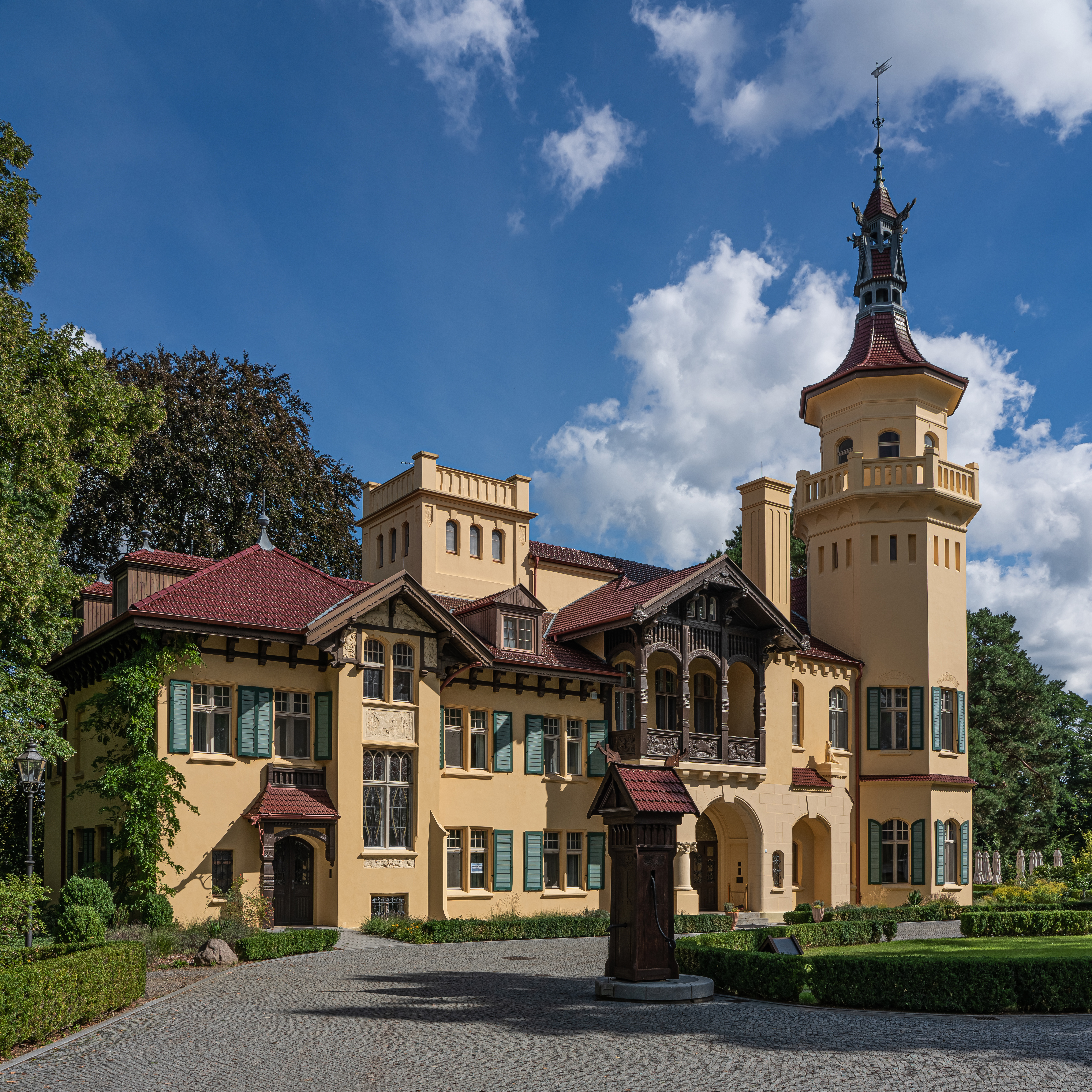
Schloss Hubertushöhe (2022)

Friedrich Wilhelm Georg Büxenstein, auch Georg Wilhelm Büxenstein, (* 13. Dezember 1857 in Berlin; † 12. Juli 1924 in Ladeburg bei Bernau bei Berlin) war ein deutscher Verleger, Druckereibesitzer und Hofbuchdrucker des Prinzen Friedrich Karl von Preußen, Mitbegründer des Berliner Rudervereins und des Deutschen Ruderverbandes sowie Mitglied im Berliner Regattaverein. Seine Druckerei W. Büxenstein, vom Vater Wilhelm Büxenstein 1852 gegründet, druckte u. a. Banknoten für die Reichsbank.
Büxenstein ließ 1899/1900 für seine Familie und zu repräsentativen Zwecken am Dolgensee den heute unter Denkmalschutz stehenden historistischen Jagdsitz Hubertushöhe errichten. Der Besitz wurde bereits 1916 wieder verkauft. Der renovierte Gebäudekomplex dient heute als Luxushotel.
Im Jahr 1903 wurde Büxenstein in die Freimaurerloge Friedrich Wilhelm zur gekrönten Gerechtigkeit aufgenommen.
Ihm wurde 1912 von Kaiser Wilhelm II. der preußische Kronen-Orden II. Klasse verliehen. Er trug den Ehrentitel eines Geheimen Kommerzienrats.
Nach dem Ersten Weltkrieg zog sich Büxenstein weitgehend aus der Öffentlichkeit zurück. Er starb, nach schwerer Krankheit, im Juli 1924 im Alter von 66 Jahren in Ladeburg (heutiger Ortsteil von Bernau bei Berlin), wo er sich 1923/24 eine als Alterssitz gedachte Villa hatte errichten lassen. Die Beisetzung erfolgte im Erbbegräbnis der Familie Büxenstein auf dem Friedhof I der Jerusalems- und Neuen Kirchengemeinde in Berlin-Kreuzberg.

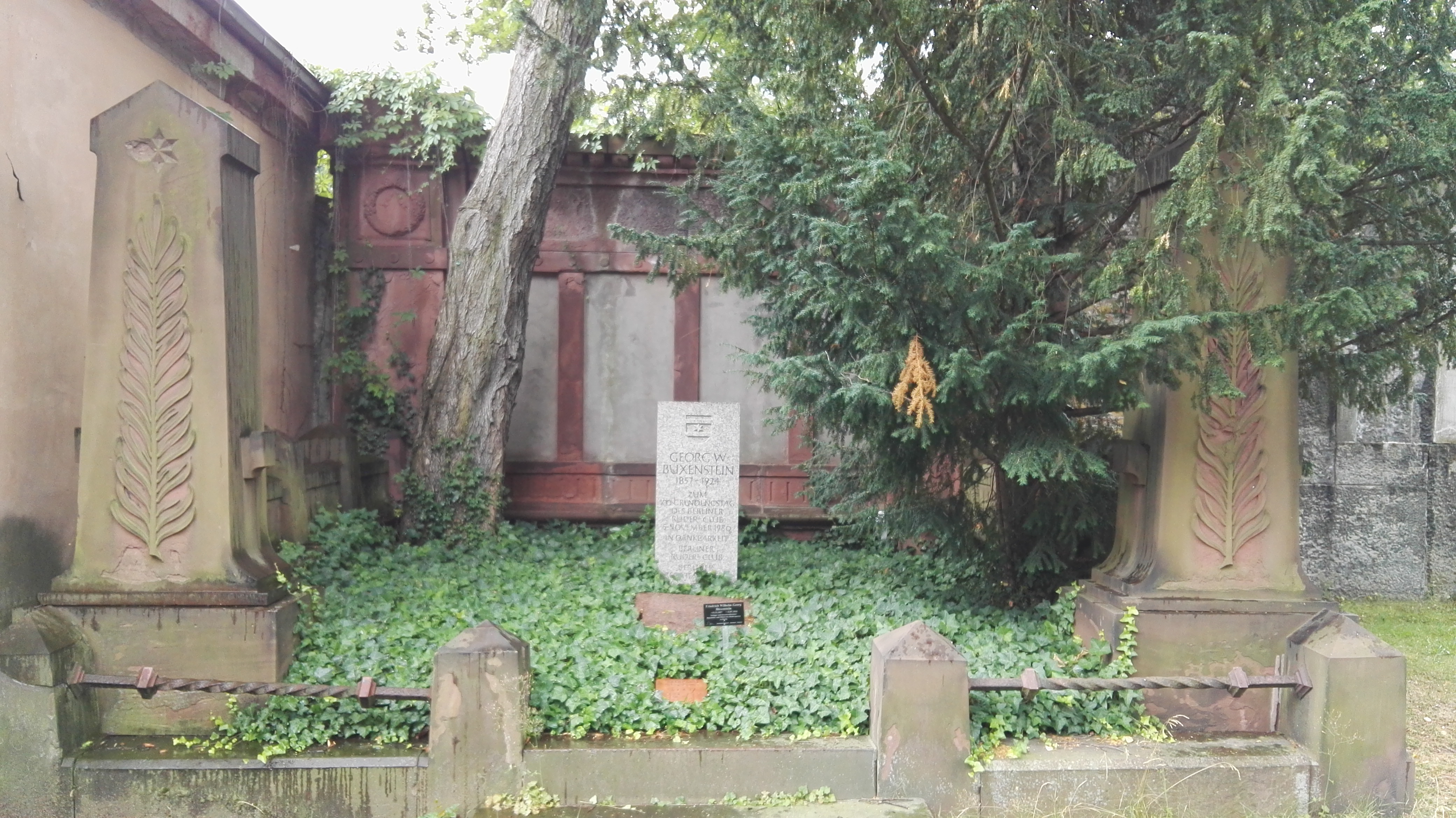
Ehrengrab von Büxenstein in Berlin-Kreuzberg (2016)

Auf Beschluss des Berliner Senats ist die letzte Ruhestätte von Friedrich Wilhelm Georg Büxenstein (Grablage: 111-EB-57) seit 1975 als Ehrengrab des Landes Berlin gewidmet. Die Widmung wurde im Jahr 2001 um die übliche Frist von zwanzig Jahren verlängert.
Im Ortsteil Berlin-Grünau des Bezirks Treptow-Köpenick benannte die Verwaltung die frühere Bahnhofstraße am 3. November 1938 in Büxensteinallee um.